# Si Bun Rueang (huyện)
Si Bun Rueang (tiếng Thái: ศรีบุญเรือง) là một huyện (amphoe) ở tây nam của tỉnh Nongbua Lamphu, đông bắc Thái Lan.

## Lịch sử
Khu vực này là Ban Non Sung Plueai của Tambon Yang Lo, huyện Nongbua Lamphu, tỉnh Udon Thani. Chính quyền đã lập tiểu huyện (King Amphoe) ngày 16 tháng 7 năm 1965, và đơn vị này đã được nâng cấp thành huyện ngày ngày 1 tháng 3 năm, năm 1969.

## Địa lý
Các huyện giáp ranh (từ phía bắc theo chiều kim đồng hồ) là Na Wang, Na Klang, Mueang Nong Bua Lamphu, Non Sang của tỉnh Nongbua Lamphu, Nong Na Kham, Si Chomphu của tỉnh Khon Kaen, Phu Kradueng Pha Khao và Erawan của tỉnh Loei.
Nguồn nước chính ở đây là sông Phong.

## Hành chính
Huyện này được chia thành 12 phó huyện (tambon), các đơn vị này lại được chia ra thành 153 làng (muban). Có hai thị trấn (thesaban tambon) - Non Sung Plueai nằm trên một phần của tambon Mueang Mai, and Chom Thong nằm trên một phần của tambon Si Bun Rueang. Có 12 Tổ chức hành chính tambon.
| STT | Tên            | Tên tiếng Thái | Số làng | Dân số |  |
| --- | -------------- | -------------- | ------- | ------ |  |
| 1.  | Mueang Mai     | เมืองใหม่        | 15      | 10.913 |  |
| 2.  | Si Bun Rueang  | ศรีบุญเรือง       | 15      | 10.594 |  |
| 3.  | Nong Bua Tai   | หนองบัวใต้       | 10      | 7.294  |  |
| 4.  | Kut Sathian    | กุดสะเทียน       | 8       | 5.276  |  |
| 5.  | Na Kok         | นากอก          | 22      | 15.750 |  |
| 6.  | Non Sa-at      | โนนสะอาด       | 17      | 12.367 |  |
| 7.  | Yang Lo        | ยางหล่อ         | 15      | 8.954  |  |
| 8.  | Non Muang      | โนนม่วง         | 11      | 8.423  |  |
| 9.  | Nong Kung Kaeo | หนองกุงแก้ว      | 12      | 7.159  |  |
| 10. | Nong Kae       | หนองแก         | 11      | 8.093  |  |
| 11. | Sai Thong      | ทรายทอง        | 9       | 8.478  |  |
| 12. | Han Na Ngam    | หันนางาม        | 8       | 4.503  |  |